# 俄罗斯数字发展、通信与大众传媒部
俄罗斯联邦数字发展、通信和大众传媒部 是俄羅斯聯邦政府负责監控和管理电信、大眾媒體和郵政的行政部門。
数字发展、通信和大众传媒部成立於2008年5月成立，2018年改為現名。 俄罗斯联邦通信、信息技术和大众传媒监督局隸屬於該部門 。該部門的总部位于莫斯科特維爾區特維爾大街7号。